# Дейвид Култард
Дейвид Култард (на английски: David Coulthard) е британски пилот от Формула 1. Роден е на 27 март 1971 г. в Туинхолм, Шотландия.
Пилот на Ред Бул Рейсинг за сезон 2007. Не е женен, има приятелка – Симоне, с която живеят в Монако. Там се намира хотелът „Каламбъс Монако“, на който Култард е съсобственик.

## Картинг
Дебютът му в състезанията по картинг е през 1982 г.
- 1982 – 1988 г. – триктратен шампион на Шотландия и веднъж на Англия по картинг
- 1989 г. – шампион на Великобритания във Формула Форд
- 1990 г. – счупва си крака на пистата Спа
- 1991 г. – вицешампион на Великобритания във Формула 3
- 1992 – 1993 г. – кара във Формула 3000, а освен това е тест пилот на Уилямс и Бенетон във Формула 1

## Формула 1

### Уилямс

#### 1994
Дебютът му във Формула 1 е през 1994 г. в Голямата награда на Испания с екипа на Уилямс, когато се налага да замести трикратния световен шампион и загиналия в състезанието за Голямата награда на Сан Марино Айртон Сена. Така още с първите си стъпки в спорта Дейвид е поставен на голямо изпитание, още повече че съотборник му е Деймън Хил, а в края на сезона бива и заменен от Найджъл Менсъл.

#### 1995
През 1995 г. Култард вече е официален пилот на Уилямс за целия сезон и тогава идва първата му победа, в Гран При на Португалия. Завършва на трето място в генералното класиране, въпреки че е „втори пилот“ в отбора след Деймън Хил.

### Макларън

#### 1996
През 1996 г. Дейвид подписва договор с Макларън, където кара заедно с финландеца Мика Хакинен, но не постига особени успехи, тъй като тимът е в сериозни трудности, опитвайки се да
направи достатъчно бърза кола.

#### 1997
Сезон 1997 е по-успешен и той завършва поделяйки си третото място заедно с Жан Алези, след като точките на Михаел Шумахер са отнети във връзка със съблъсъка между него и Вилньов на пистата Херес.

#### 1998
1998 остава в историята като годината, в която доминира Макларън. „Сребърните стрели“ са класи над останалите отбори и закономерно Хакинен става световен шампион, а със спечелените си точки Култард допринася за спечелването на титлата при конструкторите от Макларън.

#### 1999
През 1999 картинката е малко по-различна и този път титлата отива при Ферари. Култард остава четвърти в генералното класиране.

#### 2000
През сезон 2000 той успява да се намеси в борбата за титлата, която тогава се води между него, съотборника му и Михаел Шумахер. Но Дейвид скоро отпада от съревнованието и завършва годината на разочароващото на трето място в крайното класиране. На следващата година достига до вицешампионското място, но доста далеч по точки от шампиона – Шумахер. Цели 58 т. го делят от него, когато Дейвид има в актива си едва 65.

#### 2002
Сезон 2002 може да се определи също като разочароващ за шотландеца, тъй като той е изместен от новия пилот в тима Кими Райконен.

#### 2003
Според много от експертите във Формула 1 трудният период за Култард започна през 2003 г., когато са въведени новите праила за квалификации с една бърза обиколка.

#### 2004
След това, още през средата на 2004, стана ясно, че Хуан Пабло Монтоя ще бъде пилот на тима от следващия сезон, което направи годината за Дейвид много трудна. В резултат от това напрежение и лошото представяне на болида на Макларън като цяло, Култард завърши сезона на незавидното 9-о място, което допълнително утежни възможността да си намери екип за следващата година.

### Ред Бул

#### 2005
Въпреки всичко Ред Бул официално го обявява за свой пилот през сезон 2005.

#### 2006
В екипа на Ред Бул – 13 място.

#### 2007
В екипа на Ред Бул – 10 място със спечелени 14 точки

#### 2008
По време на Голямата награда на Великобритания през сезон 2008 Дейвид официално обявява, че ще се оттегли от Формула 1 в края на годината. Той остава обаче консултант в тима на Ред Бул.